# Семёновская (Шадреньгское сельское поселение)
Семёновская — деревня  в Вельском районе Архангельской области. Входит в состав Муниципального образования «Шадреньгское».

## География
Деревня расположена в южной части Архангельской области, в таёжной зоне, в пределах северной части Русской равнины, в 14 километрах на северо-запад от города Вельска по автомобильной дороге Вельск-Комсомольский, на левом берегу реки Вель притока Ваги. Ближайшие населённые пункты: на западе деревня Леушинская, на востоке деревня Веснинская.
Часовой пояс
Семёновская, как и вся Архангельская область, находится в часовой зоне МСК (московское время). Смещение применяемого времени относительно UTC составляет +3:00.

## Население
| 2002 | 2010 | 2012 | 2014 |
| ---- | ---- | ---- | ---- |
| 217  | ↘196 | ↗257 | ↘202 |

## История
Указана в «Списке населённых мест по сведениям 1859 года» в составе Вельского уезда(1-го стана) Вологодской губернии под номером «2209» как «Семеновское(Цеманово)». Насчитывала 19 дворов, 68 жителей мужского пола и 62 женского.
В материалах оценочно-статистического исследования земель Вельского уезда упомянуто, что в 1900 году в административном отношении деревня входила в состав Шадринского сельского общества Есютинской волости. На момент переписи в селении Семеновское(Цеманово) находилось 34 хозяйства, в которых проживало 88 жителей мужского пола и 108 женского.